# Liste der kapverdischen Außenminister
Diese Liste der kapverdischen Außenminister listet alle kapverdischen Außenminister seit 1975 auf.
| Nr. | Name (Lebensdaten)                        | Porträt | Amtszeit  |
| --- | ----------------------------------------- | ------- | --------- |
| 1   | Abílio Duarte (1931–1996)                 |         | 1975–1980 |
| 2   | Silvino Manuel da Luz (* 1939)            |         | 1980–1991 |
| 3   | Jorge Carlos Fonseca (* 1950)             |         | 1991–1993 |
| 4   | Manuel Casimiro de Jesus Chantre (* 1935) |         | 1993–1995 |
| 5   | José Tomás Veiga (* 1951)                 |         | 1995–1996 |
| 6   | Amílcar Spencer Lopes (* 1948)            |         | 1996–1998 |
| 7   | José Luis Jesus (* 1950)                  |         | 1998–1999 |
| 8   | Rui Alberto de Figueiredo Soares (* 1956) |         | 1999–2001 |
| 9   | Manuel Inocêncio Sousa (* 1951)           |         | 2001–2002 |
| 10  | Fátima Veiga (* 1957)                     |         | 2002–2004 |
| 11  | Víctor Borges (* 1955)                    |         | 2004–2008 |
| 12  | José Brito (* 1944)                       |         | 2008–2011 |
| 13  | Jorge Borges (* 1952)                     |         | 2011–2014 |
| 14  | Jorge Tolentino (* 1963)                  |         | 2014–2016 |
| 15  | Luís Filipe Tavares (* 1965)              |         | 2016–2021 |
| (8) | Rui Alberto de Figueiredo Soares (* 1956) |         | seit 2021 |